# Egypt Station
Egypt Station – siedemnasty solowy album studyjny brytyjskiego piosenkarza Paula McCartneya wydany 7 września 2018 roku nakładem wytwórni Capitol Records.
Produkcją albumu zajął się Greg Kurstin wraz z McCartneyem. Album został nagrany w studiach nagraniowych w Los Angeles, Londynie i Sussex.
Album promowany był trasą koncertową Freshen Up trwającą od października 2018 do lipca 2019. W ramach trasy 3 grudnia 2018 artysta wystąpił w Polsce, grając koncert w Krakowie na Tauron Arena Kraków.

## Lista utworów
Wszystkie utwory napisane przez Paula McCartneya, z wyjątkiem utworów „Fuh You” i „Nothing for Free”, które zostały napisane przez Paula McCartneya i Ryana Teddera.
Wszystkie utwory wyprodukowane przez Grega Kurstina i Paula McCartneya z wyjątkiem utworów „Fuh You”, „Nothing for Free” i „Get Enough”, które zostały wyprodukowane przez Ryana Teddera, Zacha Skeltona i Paula McCartneya.

### Edycja standardowa
| 1.  | „Opening Station”            | 0:42  |
|     |                              |       |
| 2.  | „I Don't Know”               | 4:27  |
|     |                              |       |
| 3.  | „Come On to Me”              | 4:11  |
|     |                              |       |
| 4.  | „Happy with You”             | 3:34  |
|     |                              |       |
| 5.  | „Who Cares”                  | 3:13  |
|     |                              |       |
| 6.  | „Fuh You”                    | 3:23  |
|     |                              |       |
| 7.  | „Confidante”                 | 3:04  |
|     |                              |       |
| 8.  | „People Want Peace”          | 2:59  |
|     |                              |       |
| 9.  | „Hand in Hand”               | 2:35  |
|     |                              |       |
| 10. | „Dominoes”                   | 5:02  |
|     |                              |       |
| 11. | „Back in Brazil”             | 3:21  |
|     |                              |       |
| 12. | „Do It Now”                  | 3:17  |
|     |                              |       |
| 13. | „Caesar Rock”                | 3:29  |
|     |                              |       |
| 14. | „Despite Repeated Warnings”  | 6:58  |
|     |                              |       |
| 15. | „Station II”                 | 0:46  |
|     |                              |       |
| 16. | „Hunt You Down/Naked/C-Link” | 6:22  |
|     |                              |       |
|     |                              | 57:23 |
|     |                              |       |
Bonusowa zawartość wydania Target, oraz japońskiego i europejskiego:
| 1. | „Get Started”      | 3:41  |
|    |                    |       |
| 2. | „Nothing for Free” | 3:15  |
|    |                    |       |
|    |                    | 06:56 |
|    |                    |       |

## Odbiór
Album został bardzo dobrze przyjęty zarówno przez słuchaczy jak i krytyków. Na serwisie Metacritic ocena albumu (złożona z recenzji 25 krytyków muzycznych) wynosi 74 na 100.
Egypt Station zadebiutował na liście Billboard 200 na 1. miejscu, gdzie utrzymał się przez tydzień, spadając w drugim tygodniu do 8. miejsca. Jest to pierwszy od czasu wydania Tug of War (1982) album McCartneya, który osiągnął pierwsze miejsce na tej liście przebojów i pierwszy w ogóle album w dyskografii tego artysty, który osiągnął to miejsce w pierwszym tygodniu sprzedaży.
Album był nominowany do polskiej nagrody Fryderyka w 2019 za najlepszy album zagraniczny, jednak przegrał na rzecz debiutanckiej płyty zespołu Greta Van Fleet.